# Jakarta Pertamina Energi
Jakarta Pertamina Energi är en volleybollklubb från Jakarta, Indonesien.. Den drivs av fossilenergibolaget Pertamina.
Damlaget har vunnit indonesiska mästerskapet två gånger (2013/2014 och 2017/2018) och herrlaget  har vunnit mästerskapet en gång (2016/2017) Sedan 2022 går damlaget under namnet Jakarta Pertamina Fastron och herrlaget under namnet Jakarta Pertamina Pertamax